# .ge
.ge je internetová národní doména nejvyššího řádu pro Gruzii (podle ISO 3166-2:GE).
Domény 2. řádu mohou registrovat pouze občané a podniky z Gruzie, na jméno třetího řádu platí několik omezení záležejících na příslušné doméně 2. úrovně.

## Domény druhé úrovně
Některé domény druhé úrovně jsou určeny k registraci subdomén třetí úrovně:
- .com – pro komerční využití, možná registrace i cizinci.
- .net – pro společnosti zabývající se síťovými službami.
- .gov – pro účely parlamentu.

…